# Tribunal examinador

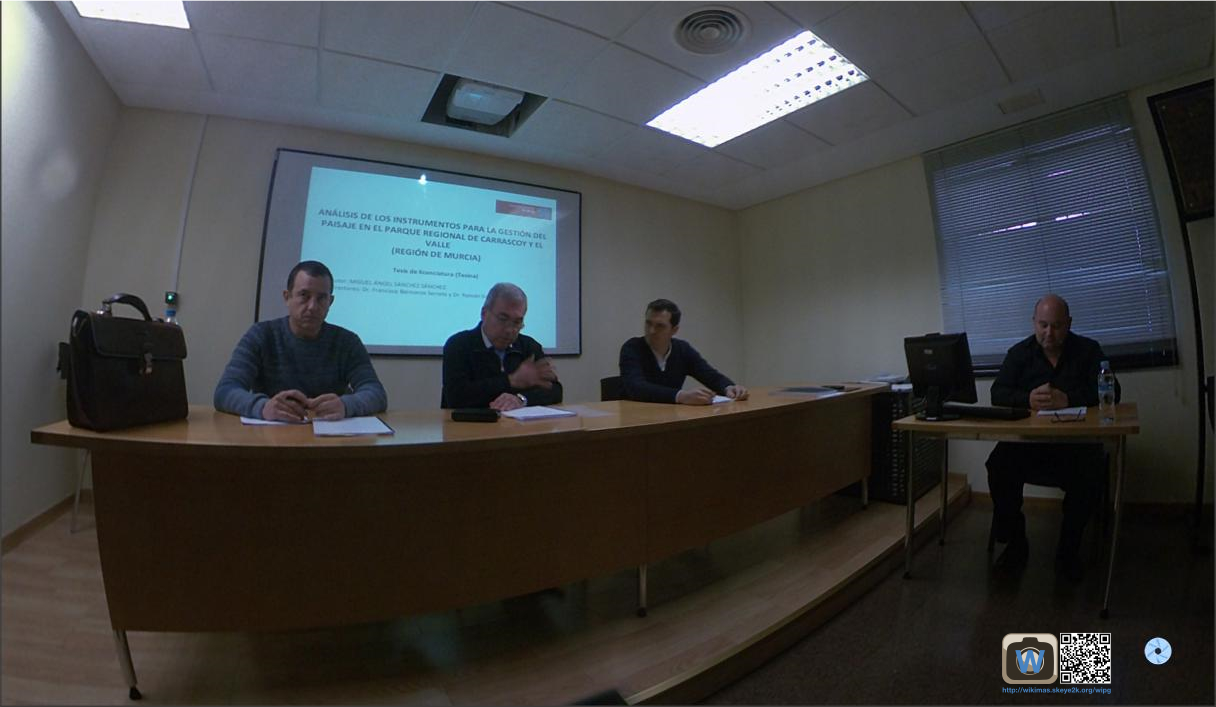
Tribunal examinador y examinando
[https://tools.wmflabs.org/panoviewer/#Tribunal_examinador_SpheroPhoto.jpg Visible fotoesfera en 360x180º

 Un tribunal examinador o evaluador es aquel que está formado por un conjunto de personas conocedoras de determinadas materias; personas técnicas, especialistas o designadas por procedimientos administrativos, que asumen la función de juez ante la celebración de exámenes, oposiciones y otras convocatorias similares.
En estos actos, como exámenes, oposición y otros de las mismas características, los jueces no están, necesariamente, vinculados con la judicatura sino que son miembros destacados de la organización impulsora del certamen, conocedores expertos de las materias tratadas o designados según procedimientos administrativos establecidos.

## Historia
La historia de los tribunales examinadores o de evaluación se puede considerar enraizada en la propia historia de la humanidad, a través, por ejemplo, de las pruebas de valor o coraje requeridas para pasar a formar parte de una comunidad o estadio de la misma, o de habilidades para integrase en un gremio ocupacional, pruebas supervisadas por las personas expertas, los maestros, generalmente mayores, que aprueban el acceso de los aspirantes a esas ocupaciones o niveles sociales reconociendo sus capacidades y aptitudes.

## Tipos de tribunales examinadores
Se puede recoger una amplia gama de tribunales examinadores o evaluadores, señalándose los siguientes:
- Tribunales para niños, formados por personal técnico especializado en psicología experimental del menor.[3]
- Tribunales o jurados propios de concursos populares, como certámenes literarios, culturales en general. Estos tribunales o jurados pueden acompañarse de un fedatario público que levante acta de la adecuación de los resultados a las bases establecidas, así como de los resultados.
- Tribunales académicos, de evaluación o examinadores, formados por un "grupo de examinadores responsable de la organización y calificación de un examen y de la consignación de los resultados" [4] en los que suele nombrarse un presidente y uno o varios vocales, de los cuales, uno de ellos asume la función de secretario, que será el que confeccione el acta de la prueba y sus resultados.